# 姚希贤
姚希贤（1930年6月—），男，汉族，河北衡水人，中国中医学家，河北医科大学第二医院教授，主任医师。第四届国医大师。第九届全国人大代表。